# Felsőlajos
Felsőlajos è un comune dell'Ungheria di 985 abitanti (dati 2005). È situato nella contea di Bács-Kiskun.